# Alpena (Dakota del Sud)
Alpena (pronuncia "al-PEE'-nuh") è un comune (town) degli Stati Uniti d'America della contea di Jerauld nello Stato del Dakota del Sud. La popolazione era di 286 abitanti al censimento del 2010.

## Geografia fisica
Secondo lo United States Census Bureau, la città ha una superficie totale di 4,26 km², dei quali 4,22 km² di territorio e 0,04 km² di acque interne (0,85% del totale).
Ad Alpena è stato assegnato lo ZIP code 57312 e lo FIPS place code 01020.

## Storia
Alpena fu mappata nel 1883, e probabilmente deve il suo nome all'omonima città nel Michigan, da dove proveniva il proprietario della città. Un ufficio postale era in funzione ad Alpena dal 1883.

## Società

### Evoluzione demografica
Secondo il censimento del 2010, la popolazione era di 286 abitanti.

### Etnie e minoranze straniere
Secondo il censimento del 2010, la composizione etnica della città era formata dall'86,71% di bianchi, lo 0% di afroamericani, lo 0,7% di nativi americani, lo 0% di asiatici, l'1,05% di oceanici, il 9,79% di altre razze, e l'1,75% di due o più etnie. Ispanici o latinos di qualunque razza erano il 23,78% della popolazione.